# Ilmenoindivisia
Ilmenoindivisia is een geslacht van uitgestorven kreeftachtigen uit de klasse van de Ostracoda (mosselkreeftjes).

## Soort
- Ilmenoindivisia wjadica Egorov, 1953 †